# Opel Ascona
Opel Ascona — легковий автомобіль середнього класу, що випускався Opel з 1970 по 1988 рік. В автоспорті ралійний Ascona 400, керований Вальтером Рерль (Walter Röhrl) здобув перемогу на Чемпіонаті світу з ралі в 1982 році.
Ascona отримала свою назву на честь курорту на березі озера в Тічино, Швейцарія. В 1950-х роках індекс Ascona використовувався для спеціального випуску Opel Rekord P1, що подається в цій країні, а в 1968 році до спеціальної версії Opel Kadett B з 1,7 л двигуном від моделі Rekord.
Випуск Opel Ascona розпочався у вересні 1970 року і завершився в серпні 1988 року, коли цю модель змінила Opel Vectra A.

## Ascona A (1970—1975)

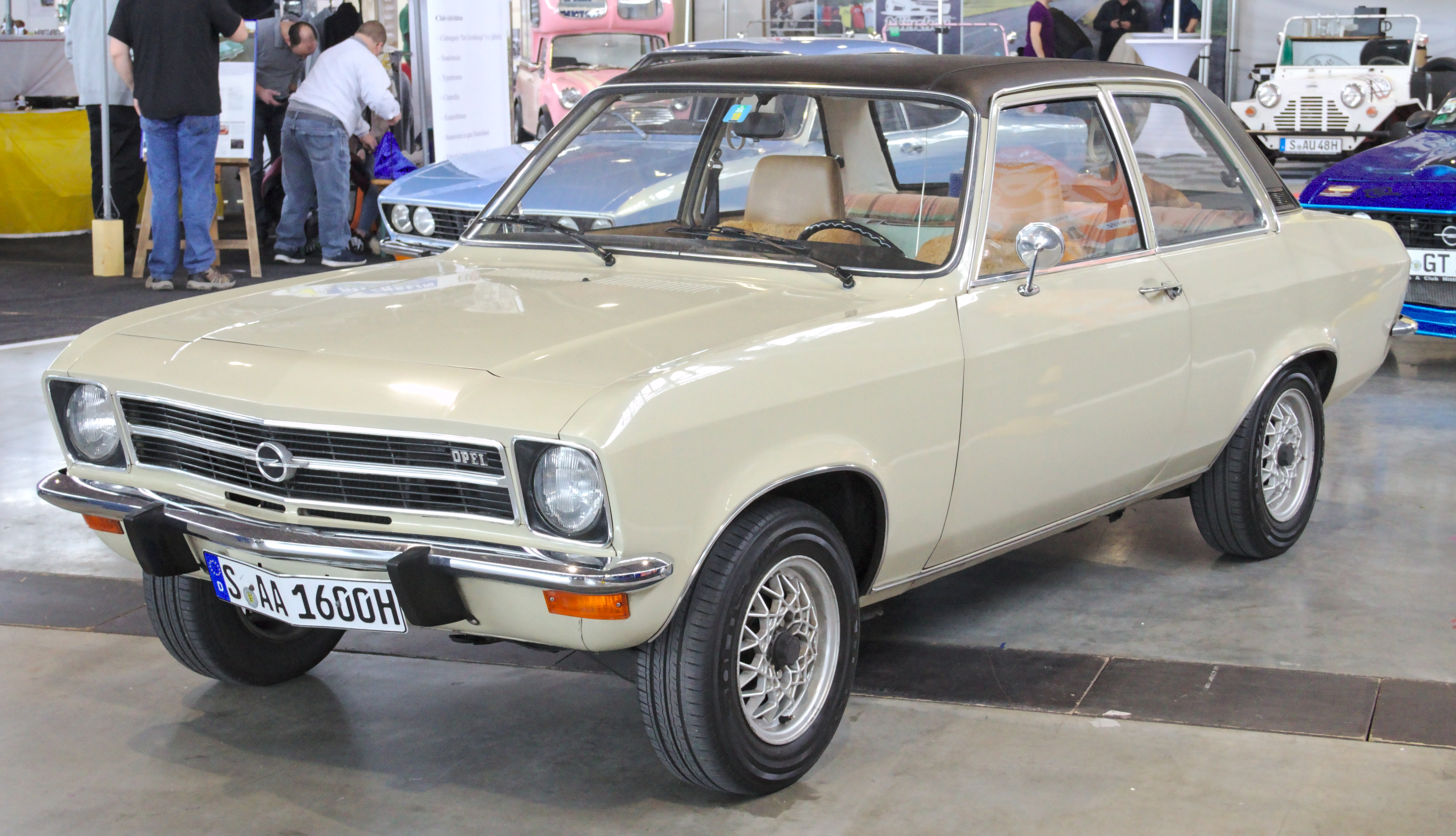
Opel Ascona A

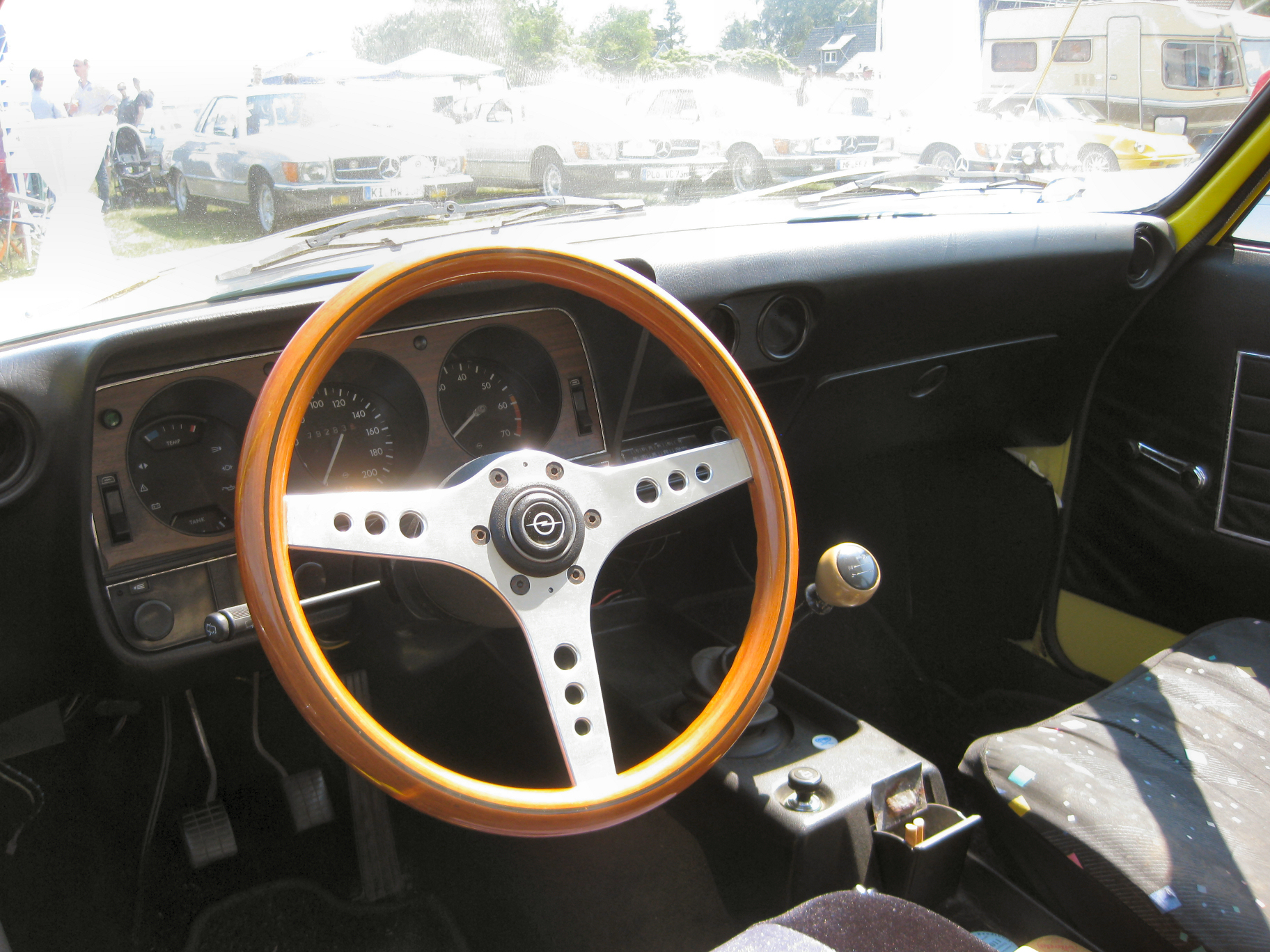

Восени 1970 року компанія Opel представила повністю нову лінійку автомобілів в Рюссельхаймі (внутрішній код проекту — 1,450). Купе Opel Manta запущена 9 вересня, а Opel Ascona запущена 28 жовтня у варіаціях 2 і 4-дверний седан, а також 3-дверний універсал Caravan або Voyage. Ці моделі стали між існуючими лінійками Opel Kadett та Opel Rekord.
Opel Ascona розроблялася, як конкурент автомобілям Ford середнього класу — Taunus / Cortina. Виробництво Ascona першого покоління тривало до 1975 року, до того часу випущено майже 692 000 машин.
Діапазон доступних бензинових двигунів варіювався від 1,2 до 1,9 л, потужністю від 60 к.с. (44 кВт) до 90 к.с. (66 кВт). Мотор 1,2 л мав верхнє розташування клапанів (OHV), в той час, як в 1,6 і 1,9 л клапани розташовувалися всередині головки блоку циліндрів (CIH). На всі двигуни встановлювалися однокамерні карбюратори. Ascona 1,9 SR під управлінням Вальтера Рерль здобула перемогу в Чемпіонаті світу з ралі в 1974 році. Тюнер Штейнмеца (Steinmetz) створив спеціальну версію Ascona SR з двокамерними карбюраторами Solex, потужністю 125 к.с. (92 кВт).
В 1971-1975 роках Ascona 1,9 л експортувалася в США під індексом Opel 1900 і продавалася дилерами Buick. Спочатку пропонувалися всі три типи кузовів, але з 1972 року продаж 4-дверного седана припиняється. В 1974 році у машини отримали бампери з гумовими накладками відповідно до нових федеральним вимогам з безпеки. Всі Opel, продавані в США, оснащувалися системою впорскування палива Bosch K-Jetronic, яка ніколи не ставилася на європейські версії. Вона встановлювалася через строгіших обмежень до шкідливих викидів в США. В 1975 році, через несприятливий курс марки ФРН до долара США, все Opel в автосалонах Buick замінюються на Isuzu Gemini.

### Двигуни
- 1,2 S- 1,196 см³, 60 к.с. (44 кВт)
- 1,6 N- 1,584 см³, 60-68 к.с. (44-50 кВт)
- 1,6 S- 1,584 см³, 75-80 к.с. (55-59 кВт)
- 1,9 S- 1,897 см³, 88-90 к.с. (65-66 кВт)

## Ascona B (1975—1981)

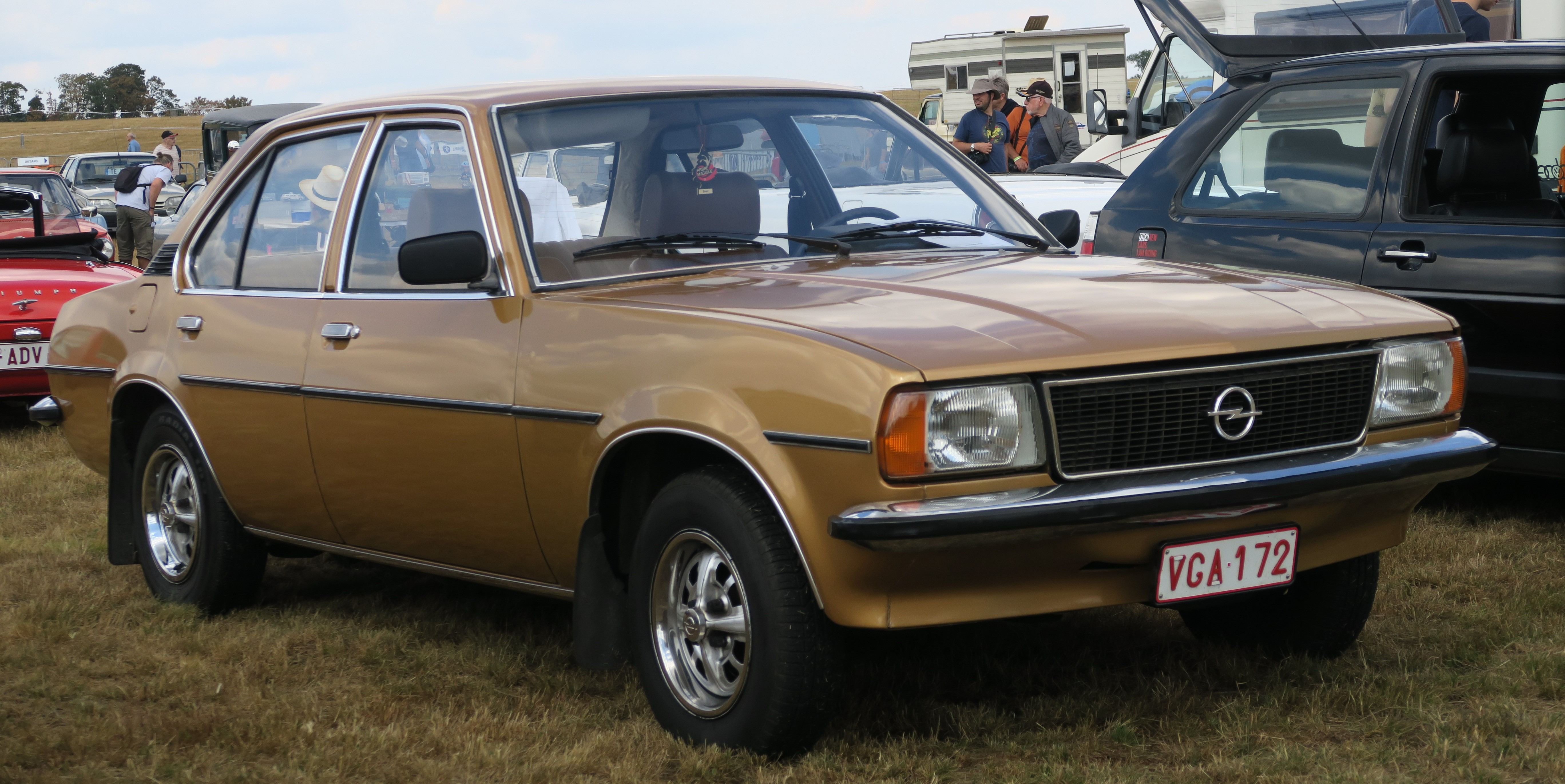
Opel Ascona B

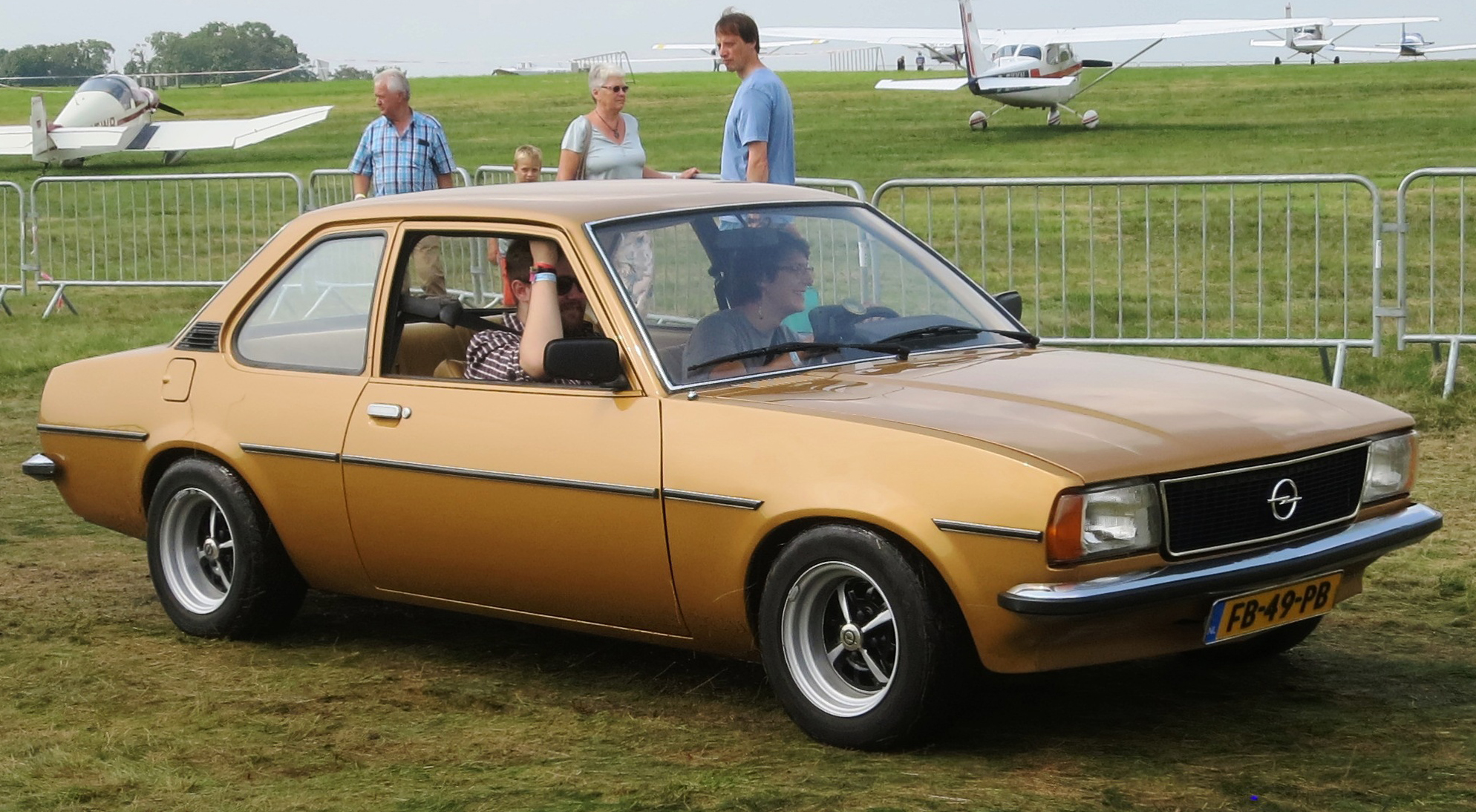

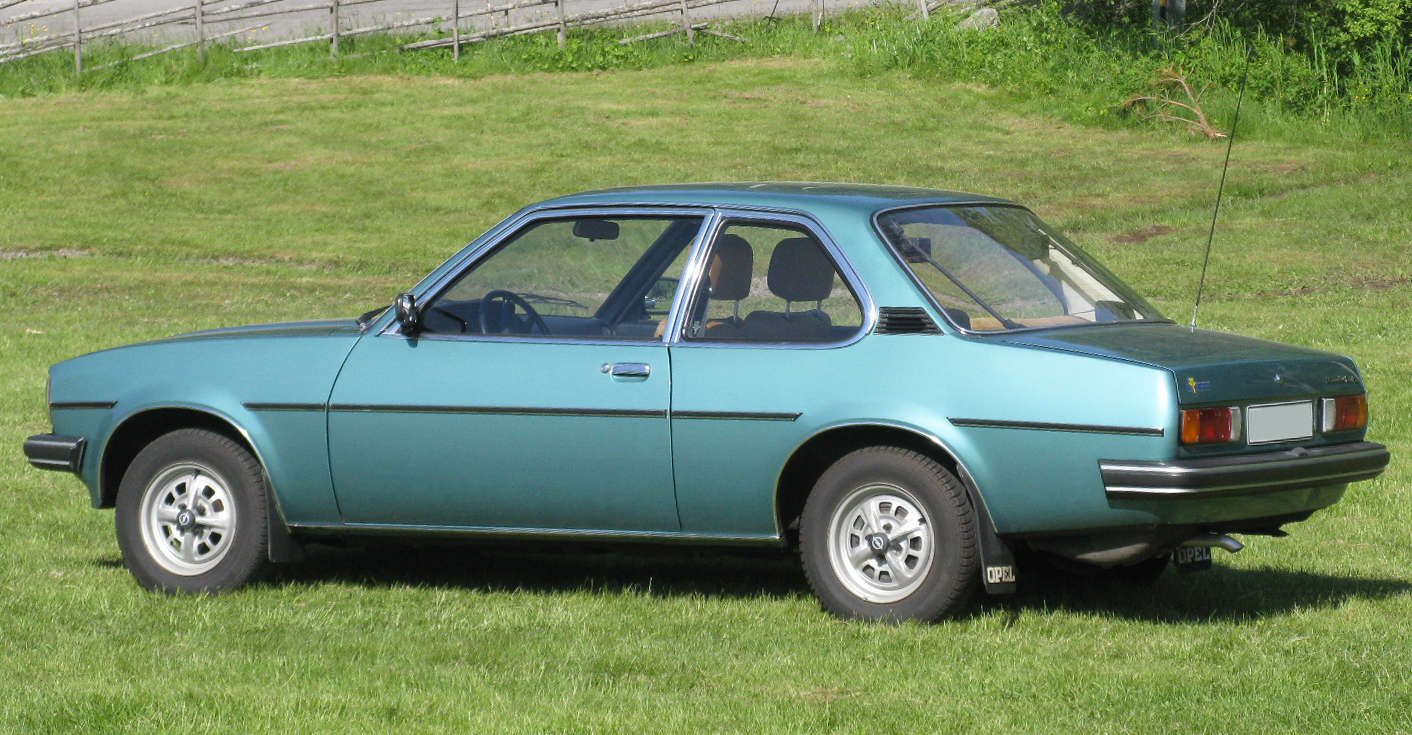

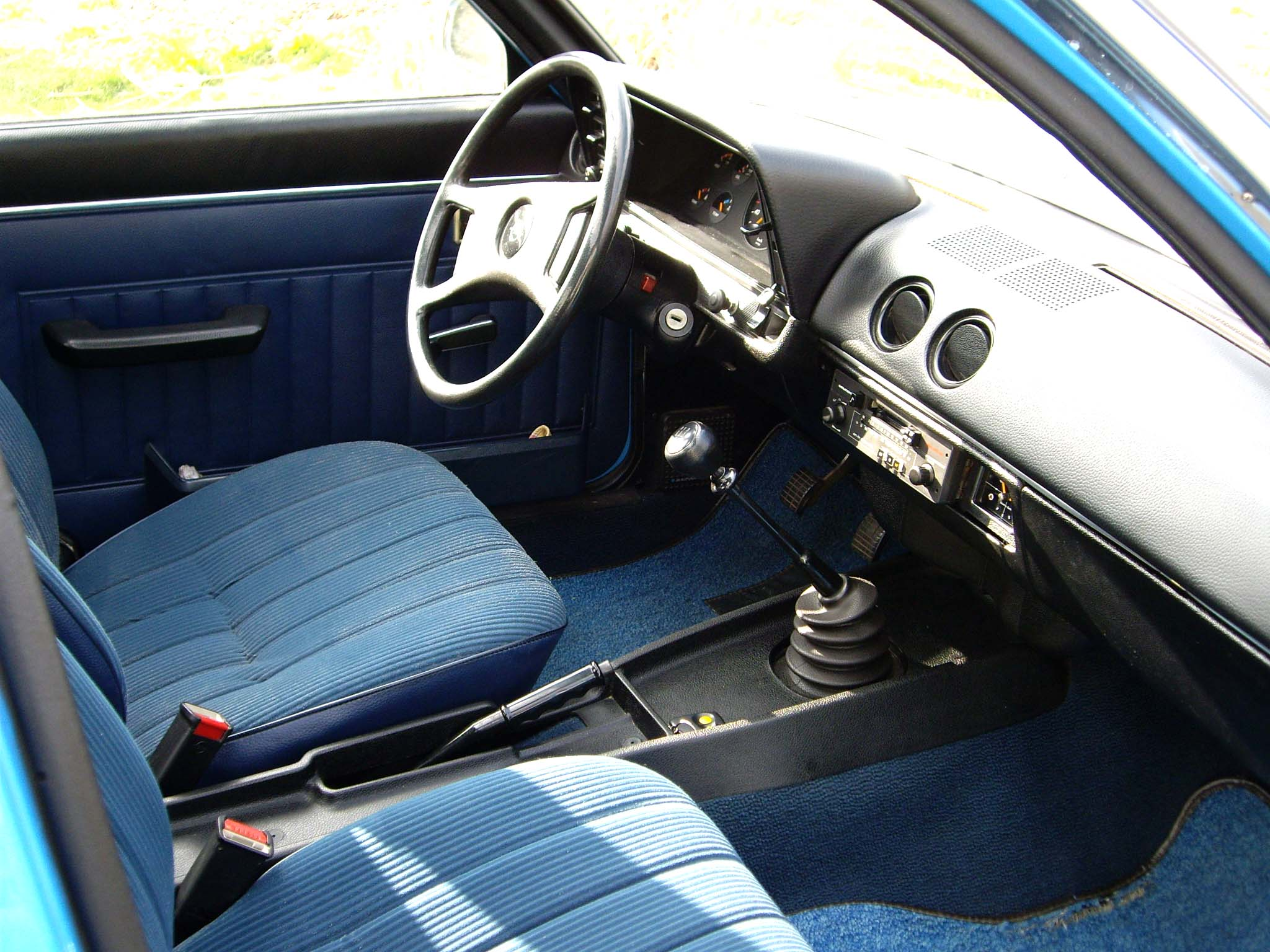

Друге покоління — Ascona B — представлено на Франкфуртському автосалоні 1975 року. Машини мали кузова 2 і 4-дверний седан, а також 2 і 3-дверні купе Manta. Універсали не пропонувалися.
Ascona B мала аналогічний набір двигун, що її попередниця, але в 1978 році доданий 2,0 л двигун, а також мотори з більш високим ступенем стиснення (октанове число 98) з індексом S. Двигун 2,0 E мав систему електронного уприскування палива Bosch L-Jetronic, а також в 1978 році доданий дизельний мотор 2,1 л.
У Великій Британії купе і седани, що випускалися в Бельгії, продавалися під маркою Vauxhall Cavalier. В Південній Африці версія Mark 1 Vauxhall Cavalier продавалася під назвою Chevrolet Chevair.
До 1981 року випущено понад 1,2 млн автомобілів Ascona другого покоління.

### Хронологія
- серпень 1975 — початок виробництва Ascona B.
- січень 1976 — опціонально доступно багатошарове скло.
- січень 1978 — новий 2,0 л двигун 20N з 90 к.с. Всі моделі отримують електричні склоочисники вітрового скла.
- січень 1979 — введення Ascona 400 з 2,4 л мотором (16 клапанів, 144 к.с.).
- лютий 1979 — 1,3 OHC-мотор витісняє 1,2 OHC.
- вересень 1979 — незначні зовнішні зміни, такі, як нові пластикові бампери і сірі решітки радіатора.
- січень 1980 — введення інжекторного двигуна 2,0 E, потужністю 110 к.с. (81 кВт).
- січень 1981 — модернізація двигунів 16N і 20N. Машини з двигуном 16N доступні тільки з АКПП.
- серпень 1981 — закінчення виробництва Ascona B.

### Двигуни
- 1,2 N- 1,196 см³, 55 к.с. (40 кВт)
- 1,2 S- 1,196 см³, 60 к.с. (44 кВт)
- 1,3 N- 1,297 см³, 60 к.с. (44 кВт)
- 1,3 S- 1,297 см³, 75 к.с. (55 кВт)
- 1,6 N- 1,584 см³, 60 к.с. (44 кВт)
- 1,6 S- 1,584 см³, 75 к.с. (55 кВт)
- 1,9 N- 1,897 см³, 75 к.с. (55 кВт)
- 1,9 S- 1,897 см³, 90 к.с. (66 кВт)
- 1,9 E- 1,897 см³, 105 к.с. (77 кВт)
- 2,0 N- 1,979 см³, 90 к.с. (66 кВт)
- 2,0 S- 1,979 см³, 100 к.с. (74 кВт)
- 2,0 E- 1,979 см³, 110 к.с. (81 кВт)
- 2,1 D- 2,068 см³, 58 к.с. (43 кВт)
- 2,4 E- 2,420 см³, 144 к.с. (106 кВт)

### Ascona 400

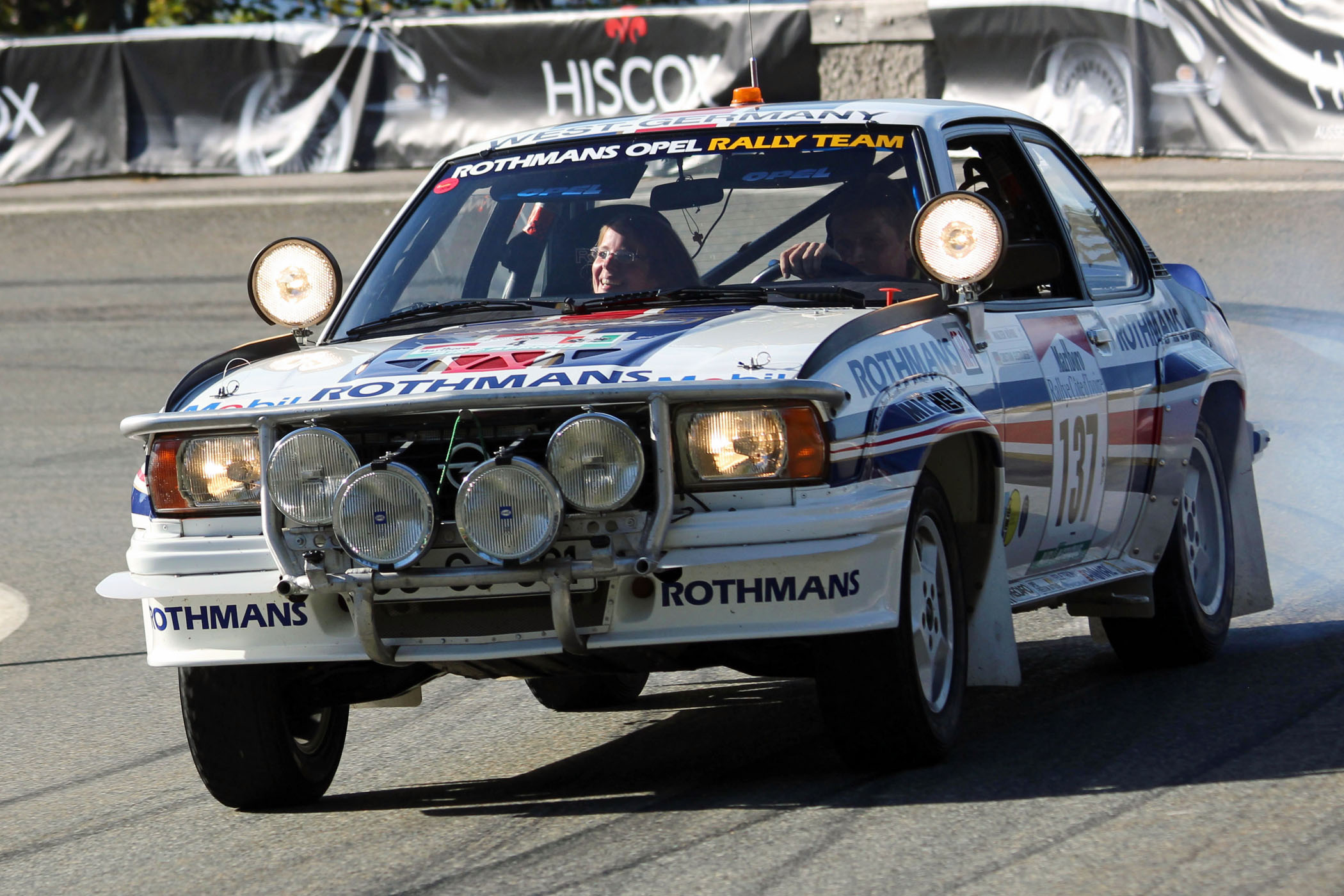
Opel Ascona 400 перемогла Чемпіонаті світу з ралі 1982 року під управлінням Вальтера Рьорля.

Модель 400 розроблялася разом з Opel Manta B. Для її створення були залучені фірми Irmscher і Cosworth. Перша займалася зовнішньої і внутрішньою обробкою, друга — розробкою двигуна. Спочатку планувалося використовувати головку блоку від двигуна 2,0, проте це не дало великої потужності, тому ухвалено рішення модернізувати двигун 2,0 E. На нього встановлювалися поршні більшого розміру і колінчастий вал від 2,3 л дизеля OHC. В результаті з'явився 16-клапанний двигун 2,4 л. Дорожня версія, що мала потужність 144 к.с., мала інжектор Bosch від моделей Manta GSi і GT/E. Гоночна версія могла мати 230 к.с. (169 кВт) або навіть 340 к.с. (250 кВт) і більше.
Irmscherрозробив двері більшого розміру, полегшені крила, капот і кришку багажника, що допомогло зменшити вагу.
В 1982 році Ascona 400 під керуванням Вальтера Рерль отримує перемогу в Чемпіонаті світу з ралі.
В 1984 році з'являється потужніша Audi Quattro і Ascona 400 вважається застарілою.

## Ascona C (1981—1988)

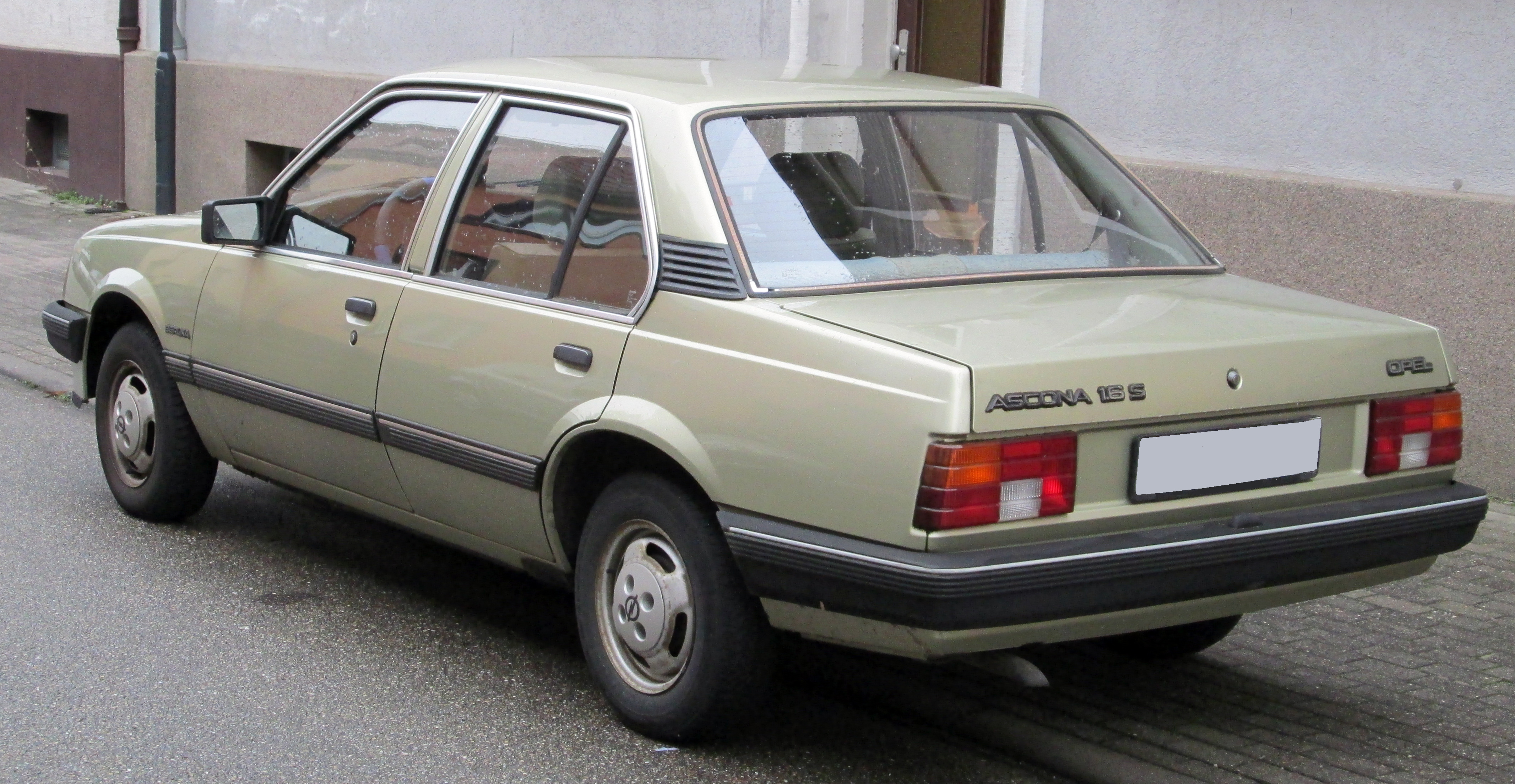
Opel Ascona C (1981—1984)

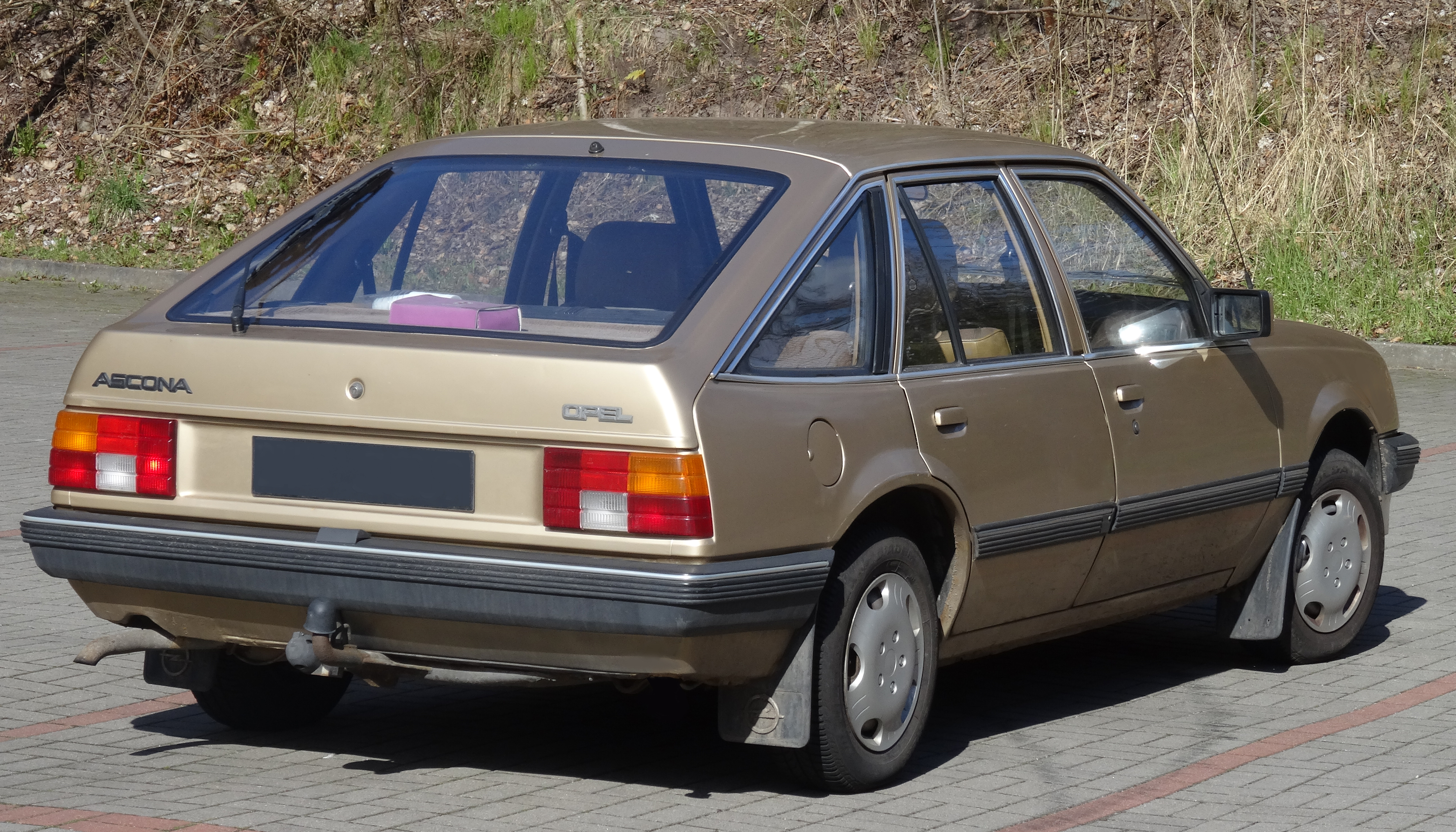
Opel Ascona C ліфтбек (1981—1984)

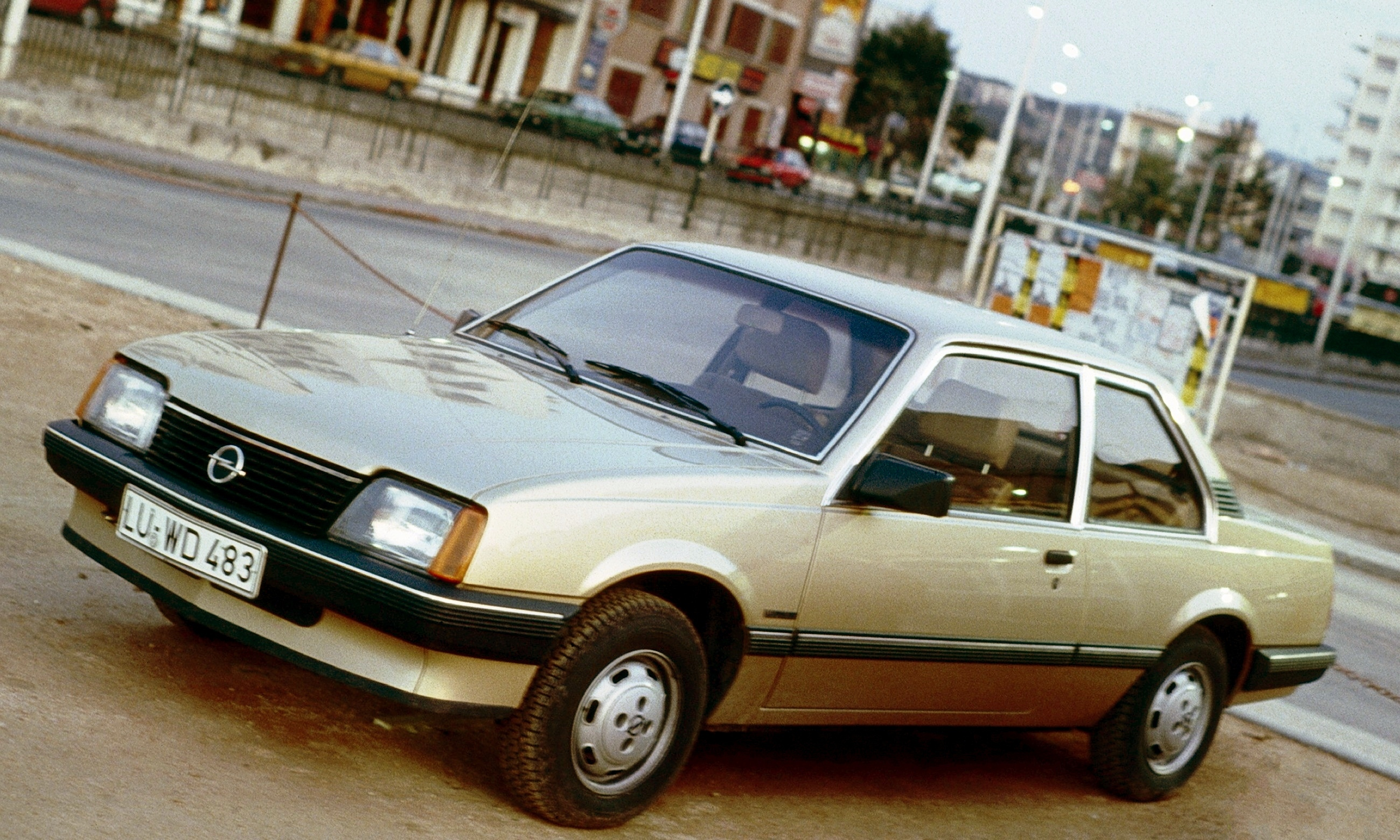
Opel Ascona C купе (1981—1984)

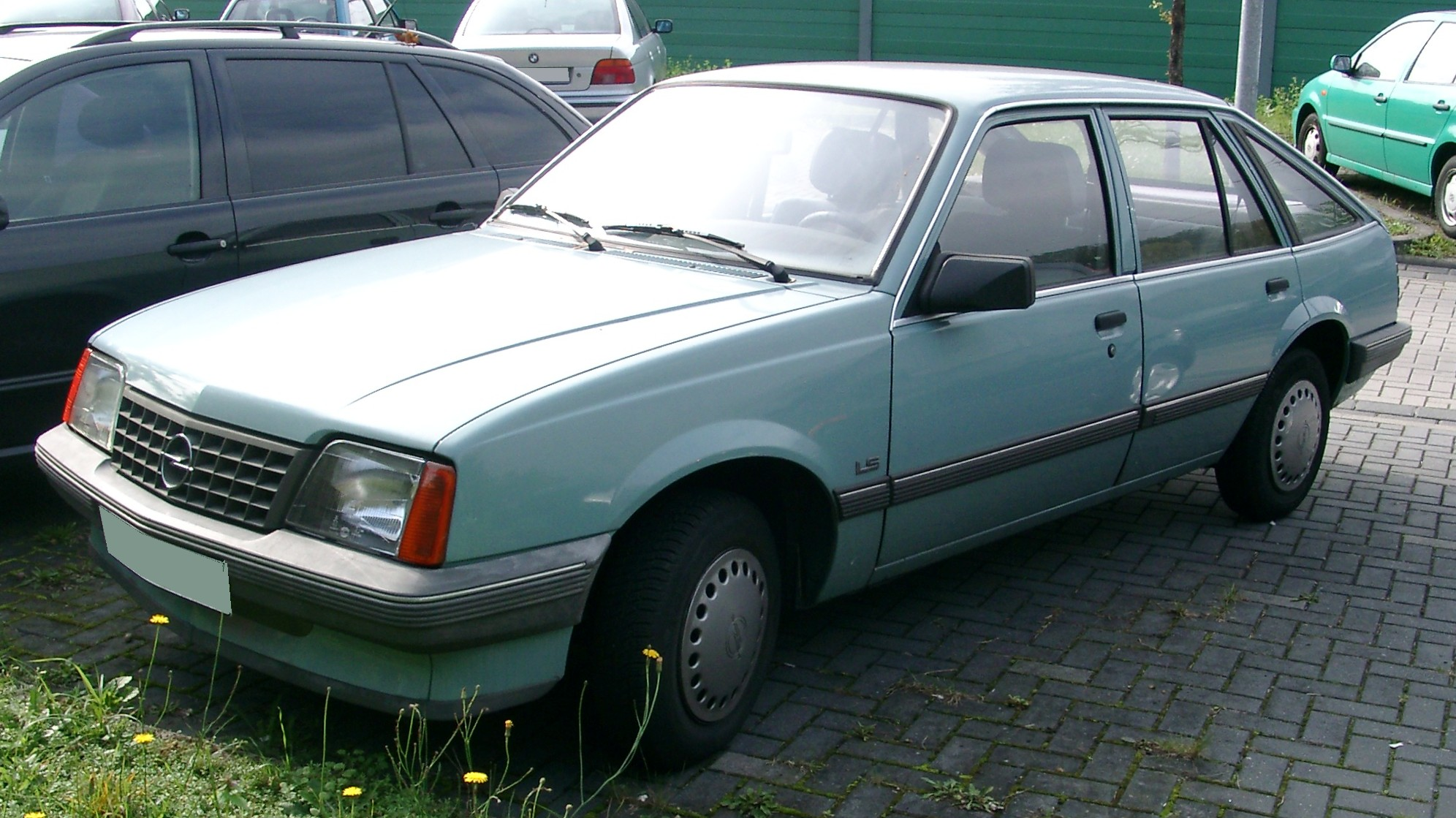
Opel Ascona C ліфтбек (1984—1986)

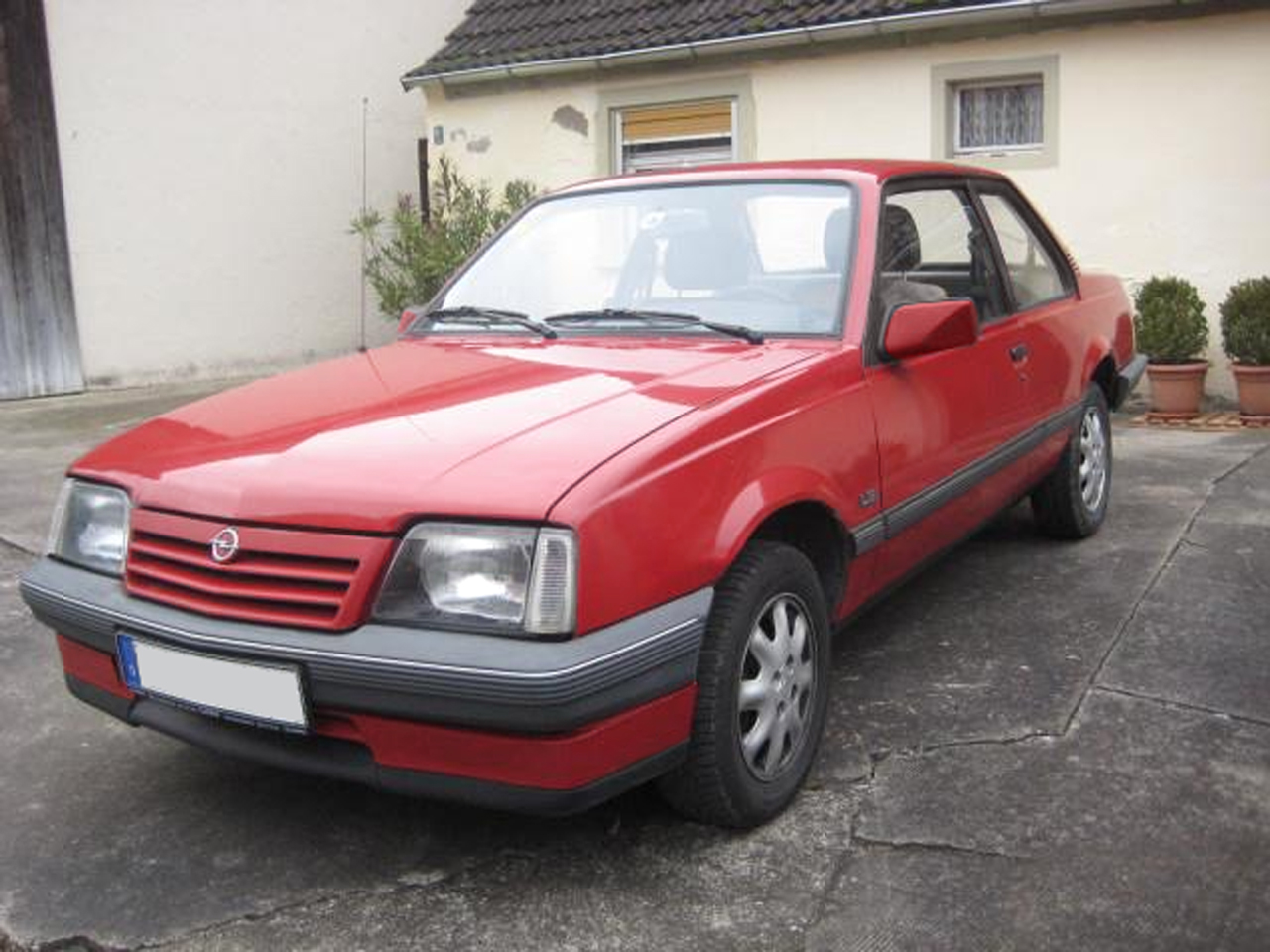
Opel Ascona C купе (1986—1988)

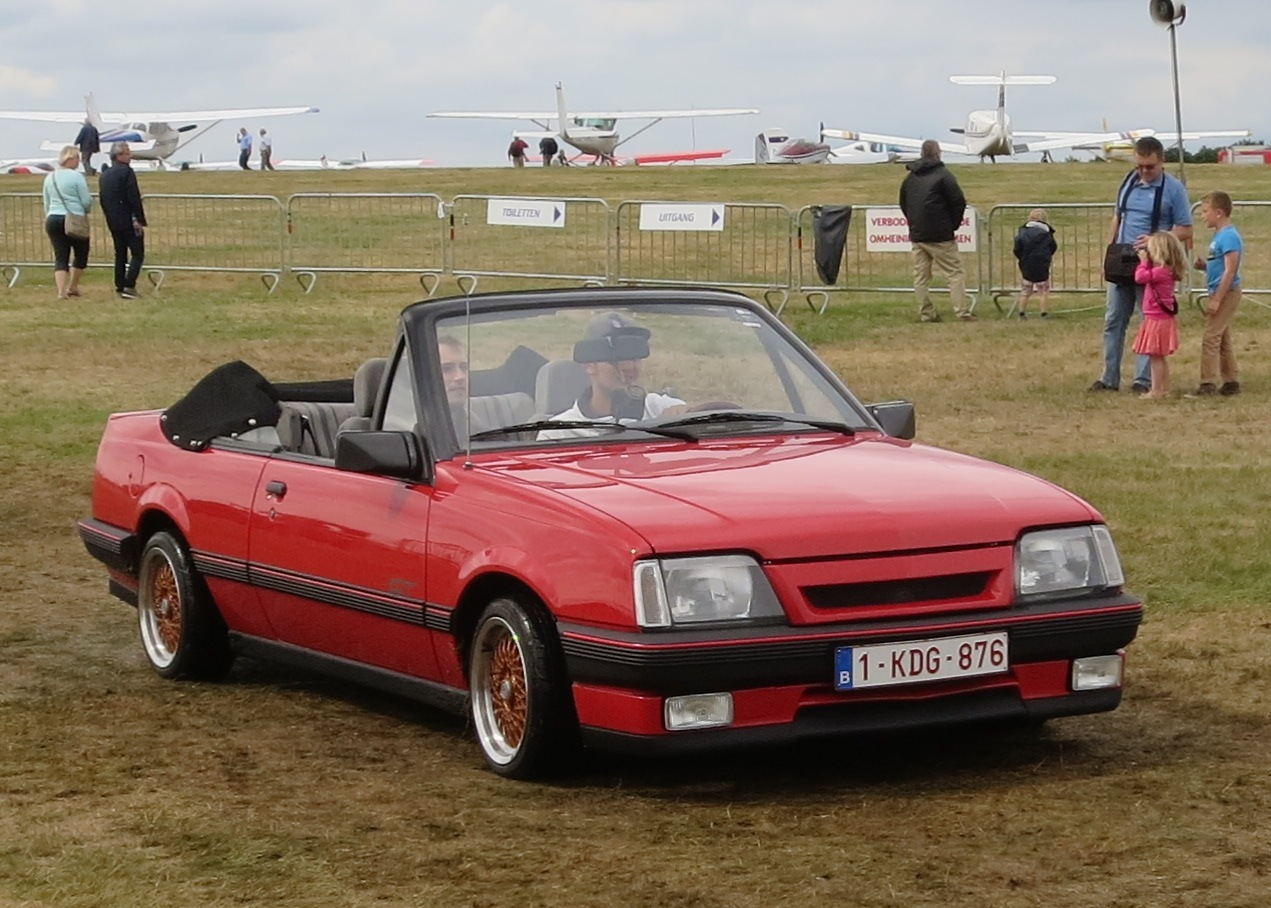
Opel Ascona C кабріолет

Ascona C запущена в серпні 1981 року як частина проекту J-car General Motors. Це був другий передньопривідний автомобіль Opel з часів Kadett D 1979 року. Він виготовлявся в Рюссельхаймі (ФРН), Антверпені (Бельгія), Лутоні (Велика Британія). У Великій Британії автомобіль продавався за індексом Vauxhall Cavalier, в Латинській Америці — Chevrolet Monza. Випуск купе Cavalier був припинений, але Opel Manta як і раніше вироблявся у Великій Британії (остання модель Opel вироблялася там до 1988 року). Існували невеликі відмінності між Opel і Vauxhall після 1982 року. Ascona C отримала нагороду «Golden Lenkrad» в кінці 1981 року і була найбільш продаваним автомобілем у Західній Німеччині.
У модельний ряд додався 5-дверний хетчбек. Всі двигуни — SOHC. Базовим двигуном був 1,3 л (введений в 1978 році для Ascona B) потужністю 60 к.с. (44 кВт), а також 1,6 л потужністю 75 к.с. (55 кВт). S-версії з більш високим ступенем стиснення мали збільшену на 20 % потужність. На верху лінійки перебувала модель GTE з електронним уприскуванням палива і потужністю 130 к.с. (96 кВт). Дизельні двигуни мали блок циліндрів, розроблений Isuzu, з 1986 року 1,6 мотори отримали каталітичні перетворювачі.
Як і в попередньому поколінні, моделі з кузовом універсал відсутні, хоча у Великій Британії випускався універсал Holden Camira, включений в ряд Cavalier.
У Бразилії Ascona C продавався у варіаціях купе, седан і хетчбек з 1982 по 1996 рік під назвою Chevrolet Monza, що мали протягом виробництва невеликі зміни зовнішнього оформлення. У Колумбії седан продавався з 1987 по 1992 рік.
У Південній Африці Ascona C продавалася з 1982 по 1986 рік, коли вона була замінена на седан Kadett E.
Opel продовжував використовувати індекс Ascona до запуску Vectra в 1988 році, в той час, як Cavalier збереглося до 1995 року.

### Хронологія
- вересень 1981 — представлена Ascona C третього покоління. Пропонуються 2 і 4-дверний седан, 5-дверний хетчбек (CC), пізніше 5-дверний універсал (тільки у Великій Британії). Початковий набір двигунів становив 1,3 N (60 к.с.), 1,3 S (75 к.с.), 1,6 N (75 к.с.) і 1,6 S (90 к.с.). Всі мали 4-ступінчасті МКПП, пропонувалися також 3-ступінчаста АКПП (крім 1,3 N). Комплектації — базова, L, Berlina і SR.
- 1982 рік — введення модифікації Ascona Diesel з дизельним двигуном 1,6 л (55 к.с.), і Ascona CD з більш високим рівнем обробки. Новий двигун 1,8 E LE-Jetronic(115 к.с.) з 5-ступінчастою МКПП. Додатково доступні підсилювачі керма, електричні склопідйомники, дзеркала, комп'ютер.
- 1983 рік — зміни вимикача запалювання та дверних замків. Покращена система охолодження. Фірмами Keinath[2] і Hammond & Thiedeвипущені кабріолети. Опціональний центральний замок і обігрів дзеркал. Для комплектацій SR і 1,8 E — спортивна підвіска. Автоматично регульовані задні гальма — стандарт для всіх комплектацій.
- 1984 рік — оновлення зовнішнього дизайну для всіх моделей — нові ґрати радіатора, колісні ковпаки, передні сидіння, поліпшена приладова панель з дистанційним управлінням дзеркалами і регульованим по висоті кермовим колесом, покращене зчеплення. Двигун 1,3 S має нову систему запуску. Перейменування комплектацій: базова — LS, L — GL, Berlina — GLS, SR — GT.
- 1985 рік — введення двигуна 1,8 i з потрійним каталізатором (потужністю 100 к.с.). Решта двигуни отримують одинарні каталізатори. Зміні піддаються підкладка зчеплення і дверні ущільнювачі.
- 1986 рік — черговий рестайлінг — передні фари мають світліші лінзи, задні — темніші, решітки радіатора, вентиляційні отвори забарвлюються в колір кузова, спереду встановлюється спойлер. На GT можуть встановлюватися передні і задні спойлери. Нові двигуни — 1.6i і 2.0i з потрійними каталізаторами, 1,6 з центральною системою впорскування паливаMultecпотужністю 75 к.с. (55 кВт), 2,0 л з інжекторомBosch Motronicпотужністю 115 к.с. (85 кВт) з каталізатором або без нього.
- 1987 рік — 2,0 л двигуни без каталізаторів замінені на версію 130 к.с. (96 кВт), доступну тільки в комплектації GT.
- серпень 1988 — закінчення виробництва Ascona і зміна її на Opel Vectra A.